# 石黒武重

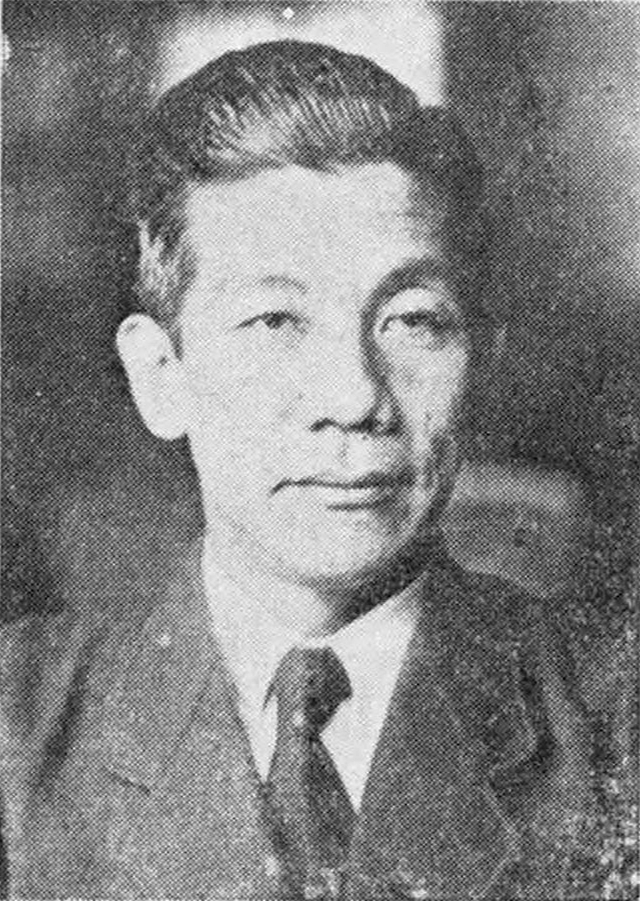
1941年ごろ

石黒 武重（いしぐろ たけしげ、1897年〈明治30年〉5月13日 - 1995年〈平成7年〉1月23日）は、日本の官僚、政治家。山形県知事、法制局長官、民主党初代幹事長などを務めた。

## 経歴
石川県金沢市出身。東京府立四中、第一高等学校、東京帝国大学法律学科卒業。山形県知事、農林次官、枢密院書記官長などを歴任。幣原内閣において、法制局長官（専任）、国務大臣兼法制局長官を務めた。1946年（昭和21年）4月、第22回衆議院議員総選挙に山形県全県区から出馬し初当選。日本進歩党政務調査会長、民主党初代幹事長に就任し、戦後の混乱期の収拾に尽力した。また、日本生活協同組合連合会会長理事、日本生活協同組合名誉顧問、日ソ協会会長などの要職も歴任した。1953年（昭和28年）の第3回参議院議員通常選挙に全国区から無所属で立候補したが落選した。
1967年（昭和42年）に勲一等瑞宝章受章、1982年（昭和57年）に世田谷区名誉区民となった。
1995年1月23日午後7時15分、急性肺炎のため東京都世田谷区の病院で逝去、97歳。葬儀と告別式は26日正午から同区の寺院にて行われ喪主は長男が務めた。

## 栄典
位階
- 1923年（大正12年）7月10日 - 従七位[5]
- 1925年（大正14年）7月15日 - 正七位[5]
- 1927年（昭和2年）8月1日 - 従六位[5]
- 1929年（昭和4年）9月2日 - 正六位[5]
- 1931年（昭和6年）8月15日 - 従五位[5]
- 1936年（昭和11年）9月15日 - 正五位[5]
- 1941年（昭和16年）2月15日 - 従四位[5]

勲章等
- 1928年（昭和3年）11月16日 - 大礼記念章（昭和）[5]
- 1934年（昭和9年）6月21日 - 勲六等瑞宝章[5]
- 1938年（昭和13年）6月3日 - 勲五等瑞宝章[5]
- 1939年（昭和14年）4月13日 - 勲四等瑞宝章[5]
- 1940年（昭和15年）
  - 4月29日 - 勲三等瑞宝章[5]
  - 8月15日 - 紀元二千六百年祝典記念章[6]
- 1946年（昭和21年） - 勲二等瑞宝章
- 1967年（昭和42年） - 勲一等瑞宝章